# Ibrillos
Ibrillos település Spanyolországban, Burgos tartományban. Ibrillos Redecilla del Campo, Tormantos, Grañón, Redecilla del Camino és Castildelgado községekkel határos. Lakosainak száma 29 fő (2024).

## Népesség
A település népessége az utóbbi években az alábbiak szerint változott:
| Lakosok száma | 100  | 92   | 87   | 79   | 65   | 55   | 49   | 40   | 37   | 29   |
|               | 2001 | 2004 | 2006 | 2009 | 2011 | 2014 | 2016 | 2019 | 2021 | 2024 |